# Schistorhynx
Schistorhynx is een geslacht van vlinders van de familie spinneruilen (Erebidae), uit de onderfamilie Calpinae.

## Soorten
- S. argentistriga Hampson, 1898
- S. lobata Prout, 1925
- S. unistriga Roepke, 1938